# (25000) Astrometria
(25000) Astrometria es un asteroide perteneciente al cinturón de asteroides descubierto por Paul G. Comba el 27 de julio de 1998 desde el Observatorio de Prescott.

## Designación y nombre
Designado provisionalmente como 1998 OW5, fue nombrado "Astrometria" en honor al campo usado en la catalogación de estrellas y en el descubrimiento de (1) Ceres. La astrometría se ha usado en los estudios astronómicos y gracias a ella, se ha doblado el descubrimiento de asteroides en estos años.

## Características orbitales
Astrometria está situado a una distancia media de 3,164 ua, pudiendo alejarse un máximo de 3,472 ua y acercarse un máximo de 2,856 ua. Tiene una excentricidad de 0,0972.

## Características físicas
Este asteroide tiene una magnitud absoluta de 12,7.